# Nebraska (musiker)
 For alternative betydninger, se Nebraska (flertydig). (Se også artikler, som begynder med Nebraska)
Ali Gibbs, bedre kendt som Nebraska er en Electronica-producer fra Storbritannien.